# Inocencio Rodríguez Díez
Inocencio Rodríguez Díez (Santa Olaja de la Varga (León), 19 de junio de 1891 - Cuenca, 22 de octubre de 1974), eclesiástico español, que fue obispo de Cuenca.
Ordenado presbítero el 17 de junio de 1916, fue nombrado obispo de Cuenca el 10 de junio de 1943.
Su consagración como obispo de Cuenca tuvo lugar el 19 de septiembre de ese mismo año por Enrique Plá y Deniel, arzobispo de Toledo, asistido por Gregorio Modrego y Casaús, obispo de Barcelona, y Carmelo Ballester y Nieto, obispo de Vitoria.
El 13 de abril de 1973, con más de ochenta años de edad, abdicó del trono episcopal conquense, siendo entonces obispo emérito de Cuenca hasta su fallecimiento, el 22 de octubre de 1974.
| Predecesor: Cruz Laplana y Laguna | Obispo de Cuenca 1943 - 1973 | Sucesor: José Guerra Campos |